# Campionati europei di concorso completo 1991
I Campionati europei di concorso completo 1991 si sono svolti a Punchestown, in Irlanda.

## Podi
| Evento           | Oro         | Argento        | Bronzo        |
| Gara individuale | Ian Stark   | Richard Walker | Karen Straker |
| Gara a squadre   | Regno Unito | Irlanda        | Francia       |

## Medagliere
| Posiz. | Nazione     | Oro | Argento | Bronzo | Totale |
| ------ | ----------- | --- | ------- | ------ | ------ |
| 1      | Regno Unito | 2   | 1       | 1      | 4      |
| 2      | Irlanda     | 0   | 1       | 0      | 1      |
| 3      | Francia     | 0   | 0       | 1      | 1      |
| Totale | Totale      | 2   | 2       | 2      | 6      |